# Grewia hirsuta
Grewia hirsuta är en malvaväxtart som beskrevs av Vahl. Grewia hirsuta ingår i släktet Grewia och familjen malvaväxter. Inga underarter finns listade i Catalogue of Life.

## Bildgalleri

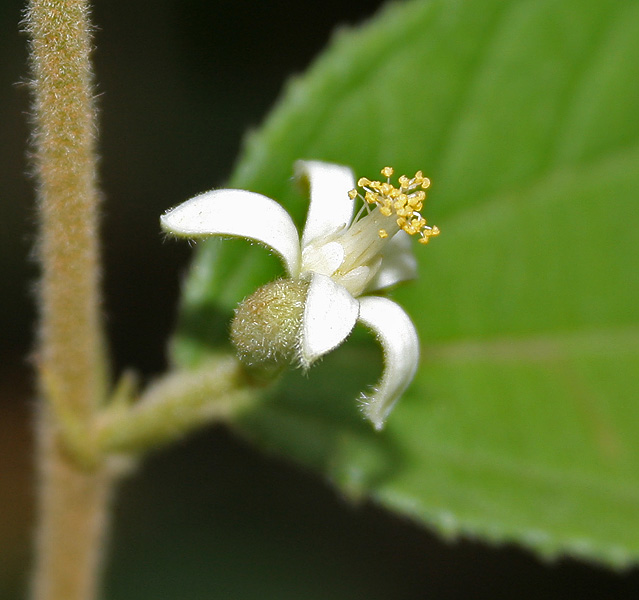
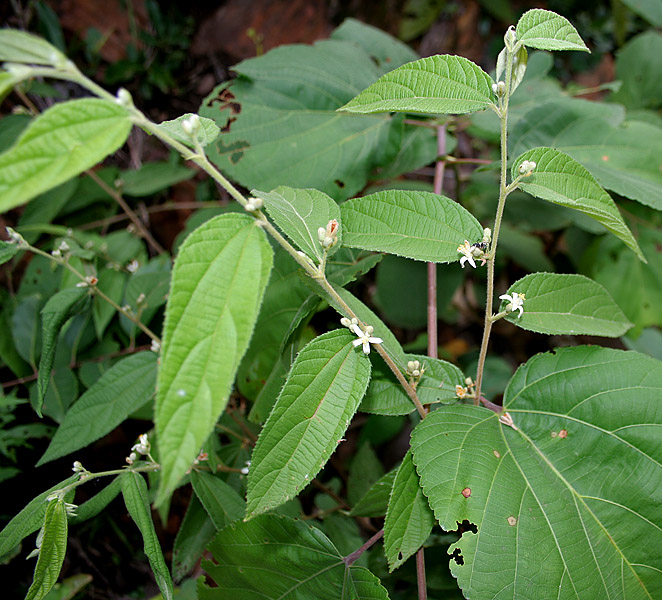